# Spešov
Spešov (deutsch Speschow, auch Speschau) ist eine Gemeinde in Tschechien. Sie liegt vier Kilometer nördlich von Blansko und gehört zum Okres Blansko.

## Geographie

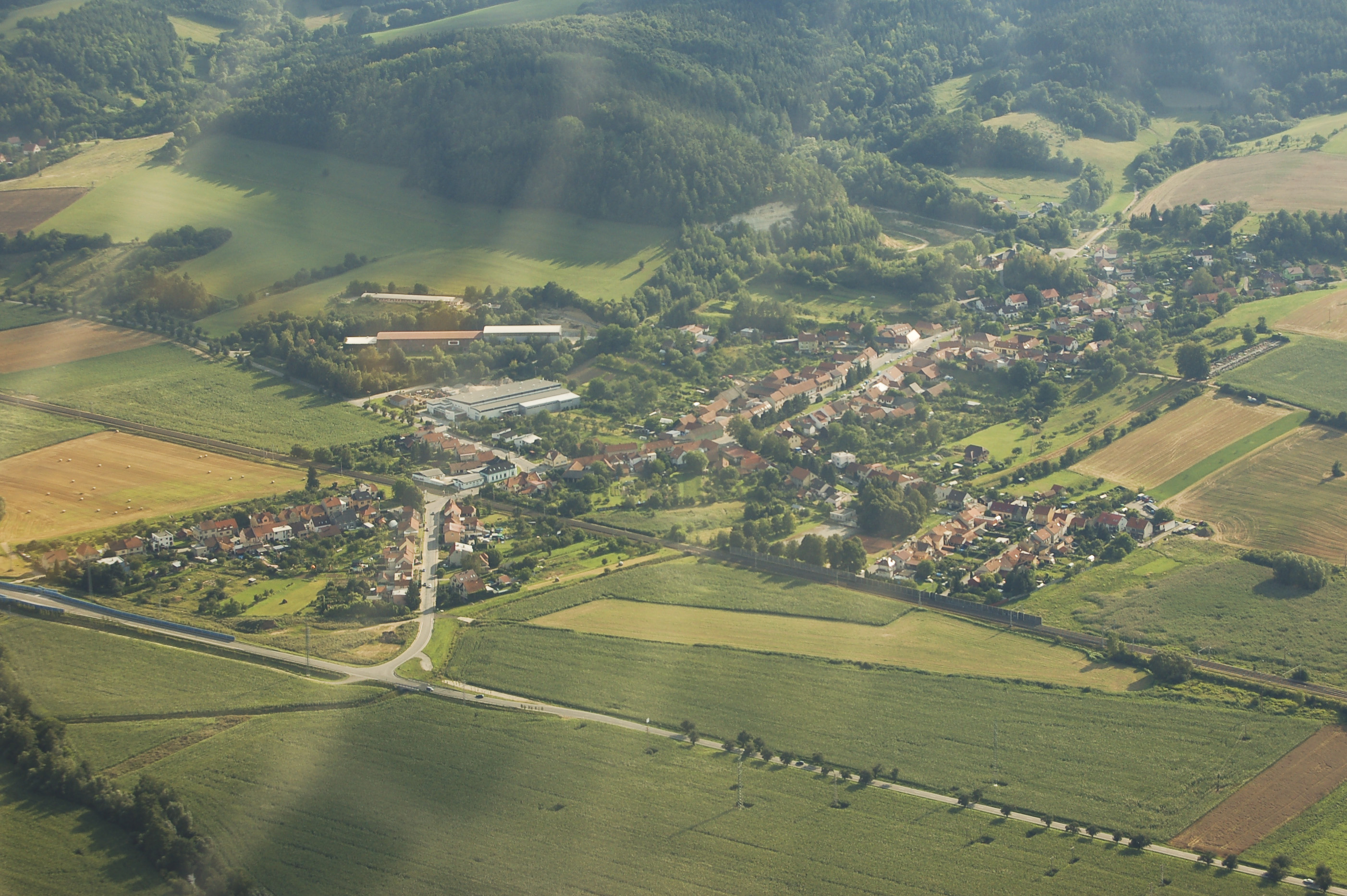
Spešov aus der Luft

Spešov befindet sich im westlichen Teil des Drahaner Berglandes. Das Dorf erstreckt sich am rechten Ufer der Svitava entlang des Baches Spešovský potok. Im Norden erheben sich die Na Vápnech (361 m) und Hora (383 m), nordöstlich die Spálená hora (529 m), im Osten der Podvrší (590 m), südlich die Kešůvka (387 m) und der U Krbu (544 m), südwestlich der Jedle (561 m) und nordwestlich die Bukovice (500 m). Durch Spešov verläuft ohne Halt die Bahnstrecke Česká Třebová–Brno, die nächste Bahnstation ist Dolní Lhota.
Nachbarorte sind Jestřebí im Norden, Rájec und Karolín im Nordosten, Ráječko im Osten, Horní Lhota im Südosten, Dolní Lhota im Süden, Milonice und Závist im Südwesten, Malá Lhota und Žernovník im Westen sowie Černá Hora im Nordwesten.

## Geschichte

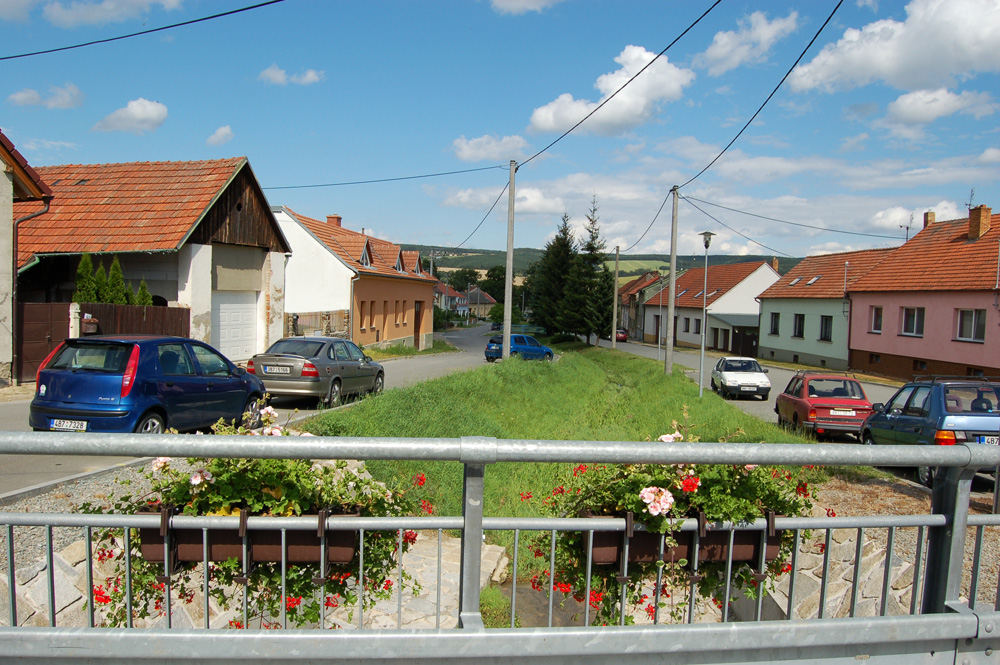
Ortsansicht

Die erste schriftliche Erwähnung der Feste Spešov erfolgte 1373 als Sitz des Vladiken Ctibor von Spešov. Ihm folgte ab 1390 sein Sohn Buzer von Spešov. Im darauffolgenden Jahr wurde auch eine Mühle erwähnt, und seit 1407 ist in Spešov ein Hof nachweisbar. Zu Beginn des 15. Jahrhunderts wechselten die Besitzer von Spešov häufig. 1415 erwarb Vaňek von Boskowitz die Güter. Seit 1550 gehörte Spešov zur Herrschaft Černá Hora. 1806 nahm die Dorfschule den Betrieb auf; zuvor waren die Kinder in Bořitov und Blansko unterrichtet worden. In den Hügeln westlich des Dorfes wurde Eisenerz abgebaut. Später wurde bei Spešov Muschelkalk und Gusssand abgebaut. Zwischen 1846 und 1847 erfolgte der Bau der Bahnstrecke Česká Třebová–Brno, die das Dorf im östlichen Teil durchquerte. Eine Bahnstation wurde in Spešov nicht eingerichtet.
Nach der Ablösung der Patrimonialherrschaften wurde Spešov/Speschau 1850 zu einer selbständigen Gemeinde in der Bezirkshauptmannschaft Boskovice. 1879 entstand die neue Schule, die zwei Jahre später für den zweiklassigen Unterricht erweitert wurde. 1903 erfolgte der Bau der Straße von Blansko über Dolní Lhota nach Rájec. 1907 wurde der Friedhof angelegt. 1948 wurde die Gemeinde dem Okres Blansko zugeordnet. Spešov wurde 1980 nach Blansko eingemeindet. 1999 wurde die Schule in Spešov geschlossen. Nach einem Referendum löste sich das Dorf mit Beginn des Jahres 2000 von Blansko los und bildete eine eigene Gemeinde. Seit dem 17. April 2009 führt Spešov ein Wappen und Banner. Gepfarrt ist das Dorf seit eh und jeh nach Blansko. Nordwestlich des Dorfes befindet sich ein Freibad.

## Gemeindegliederung
Für die Gemeinde Spešov sind keine Ortsteile ausgewiesen.

## Sehenswürdigkeiten
- Kapelle des hl. Johannes von Nepomuk, sie wurde zwischen 1856 und 1857 als Cholerakapelle errichtet und 1857 Maria Rosenkranz geweiht
- Wegekreuz
- acht denkmalgeschützte Lindenbäume
- Aussichtsturm auf dem Podvrší